# The Cove
The Cove es un documental estadounidense de 2009, que describe la caza anual de delfines en el parque nacional de Taiji, Wakayama, en Japón, desde el punto de vista de activistas anti-caza de delfines. La película resalta que la cantidad de delfines matados en la cacería de delfines en Taiji, es varias veces mayor que el número de ballenas cazadas en la Antártida y reporta que 23 000 delfines y marsopas son matados en Japón cada año en la industria ballenera nacional. Los delfines migratorios son conducidos hacia una ensenada escondida, donde son atrapados con redes, para darles muerte por medio de lanzas y cuchillos junto a pequeños barcos pesqueros.
De acuerdo al Ministro de Agricultura, Forestal y Pesca de Japón, el progreso más reciente reporta 1569 cetáceos en Taiji fueron matados durante la temporada de 2007, incluyendo otros métodos aparte de la cacería. El Ministro afirma que sólo 1239 cetáceos fueron matados por la cacería y que un total de 13 080 cetáceos fueron matados en todo Japón en 2007.
El filme fue dirigido por el exfotógrafo de National Geographic, Louie Psihoyos. Porciones de la película fueron filmadas en secreto durante 2007, utilizando micrófonos submarinos y cámaras de alta definición disfrazadas de rocas.
El documental ganó el Premio de la Audiencia de los Estados Unidos del 25º Festival de Cine de Sundance en enero de 2009. Fue seleccionado de entre 879 envíos para la categoría. El 7 de marzo de 2010, The Cove ganó el Premio de la Academia por Mejor Documental.

## Sinopsis
La película reseña el viaje del enentrenador de delfines Ric O'Barry para documentar las operaciones de cacería de delfines en Taiji, Wakayama, Japón. En los 1960s, O'Barry ayudó a capturar y entrenar 5 delfines silvestres, que compartieron el papel de Flipper en la exitosa serie de televisión del mismo nombre. El show, un fenómeno de la cultura pop, generó una amplia adoración pública por los delfines, influyendo en el desarrollo de parques marinos que incluían delfines en sus atracciones. Después de que uno de los delfines, en opinión de O'Barry, cometiera una especie de suicidio en sus brazos al cerrar voluntariamente su orificio respiratorio para sofocarse, O'Barry comenzó a ver el cautiverio de delfines como una maldición, no una bendición. Días después, fue arrestado a las afueras de la isla Bimini, intentando hacer un hoyo en un redil marino para liberar a un delfín capturado. Desde entonces, de acuerdo al filme, O'Barry se ha dedicado tiempo completo a abogar por los delfines en todo el mundo.
Luego de reunirse con O'Barry, Psihoyos y su equipo viajaron al pequeño pueblo de Taiji, un poblado que parece ser devoto a la maravilla de los delfines y ballenas que nadan junto a las costas del lugar. Sin embargo, en una ensenada cercana y aislada, rodeada de alambrados y avisos de "No Pase", toma lugar una actividad que la gente del lugar intenta esconder del público. En la ensenada, un grupo de pescadores de Taiji se embarcan en una cacería de delfines.
El filme establece que la cacería de delfines es, en gran parte, motivada por los enormes ingresos generados al pueblo por la venta de algunos delfines capturados a acuarios y parques marinos. Los delfines que no son vendidos al cautiverio son masacrados en la ensenada por los pescadores y la carne es vendida a los supermercados. De acuerdo a evidencias anecdóticas presentadas en la película, la mayoría de los japoneses no están al tanto de la cacería o del mercadeo de carne de delfín. La película afirma que la carne de delfín peligrosamente contiene altos niveles de mercurio y señala a los políticos locales que han legislado, por esa razón, por la eliminación de la carne de delfín de los menús escolares locales.
Intentos de ver o filmar la matanza selectiva de delfines en la ensenada son físicamente bloqueados por voluntarios locales, quienes tratan a los visitantes con abierta intimidación, escarnio e ira. Los extranjeros que vienen a Taiji, incluyendo el equipo de filmación de The Cove, son abordados e interrogados por la policía local. En respuesta, junto con la Sociedad de Preservación de los Océanos, Psihoyos, O'Barry y el equipo, utilizaron tecnología y tácticas especiales para filmar de manera encubierta lo que se lleva a cabo en la ensenada.
El filme también reporta sobre la supuesta "compra" de votos de Japón en la Comisión Ballenera Internacional (CBI). La película señala que mientras Dominica se ha retirado de la CBI, Japón ha reclutado a las siguientes naciones en su agenda ballenera: Camboya, Ecuador, Eritrea, Guinea-Bissau, Kiribati, Laos y la República de las Islas Marshall. Al final de filme, O'Barry marcha hacia una reunión de la Comisión llevando un televisor donde muestra imágenes de la masacre de delfines en Taiji. O'Barry camina alrededor de la repleta sala de reuniones, mostrando las imágenes hasta que es expulsado.

## Producción
Entre los retos enfrentados por el equipo de producción estuvieron la estricta seguridad e inaccesibilidad de la ensenada. Para enfrentar algunos de estos problemas KernerFX, anteriormente parte de Industrial Light & Magic, contribuyó con cámaras especiales de alta definición camufladas, que fueron diseñadas para parecer rocas. Estas cámaras escondidas ayudaron a captar imágenes para el filme y estaban tan bien camufladas que, según el director Louie Psihoyos, al equipo se le hizo muy difícil encontrarlas de nuevo.

## Reparto
- Scott Baker (biólogo marino)[11]
- Joe Chisholm
- Mandy-Rae Cruickshank
- Charles Hambleton
- Simon Hutchins
- Kirk Krack
- Isabel Lucas
- Ric O'Barry
- Roger Payne
- John Potter
- Louie Psihoyos
- Hayden Panettiere
- Dave Rastovich
- Paul Watson

## Recepción y repercusiones
La película recibió reseñas muy positivas de la crítica. Roger Ebert le concedió cuatro estrellas (de cuatro), denominando al filme "una segura nominación al Oscar". Jeannette Catsoulis de The New York Times lo llamó "un documental excepcionalmente logrado que se desenlaza como un buen suspenso de espías" llegando a describirlo como "una de las operaciones más audaces y arriesgadas en la historia del movimiento conservacionista". Otros críticos también alabaron el ángulo de espionaje en el filme, incluyendo a Mary Pols de Time Magazine, quien dijo que The Cove "deja a las peripecias de Hollywood como Misión Imposible en vergüenza", y Peter Rainer de The Christian Science Monitor, quien la llamó "una entusiasta pieza de filmación en el mundo real". El agregador de reseñas cinematográficas Rotten Tomatoes reportó que 96% de los críticos le habían dado a la película reseñas positivas, basados en un total de 115 revisiones, resumiendo el consenso como "Aunque decididamente parcializada, The Cove es una exposición de suspenso impecablemente armada de la matanza encubierta de delfines en Japón". En Metacritic, que asigna una evaluación normalizada de 100 reseñas de críticos reconocidos, el filme ha recibido una puntuación promedio de 82, basada en 26 reseñas.
Hubo varias reseñas desfavorables, usualmente describiendo el filme como propaganda bien elaborada. David Cox del Film Blog de The Guardian la llamó una "pieza de evangelización" y conjetura que desde un punto de vista japonés "Los occidentales... matan y comen vacas. Los orientales comen delfines. ¿Cuál es la diferencia?" El académico Ilan Kapoor, citando la famosa frase de Gayatri Spivak, argumenta que "es (principalmente) un caso de 'hombres blancos salvando lindos delfines de hombres amarillos'". Según Michelle Orange, de Movie Line, "apela a la misma frase como en los documentales activistas mejor intencionados y más apasionados: Conciencia del Comprador". Ha habido algo de controversia sobre la representación del pueblo japonés en la película. Sin embargo, frente al cuestionamiento, el director Louie Psihoyos predicó su simpatía por el pueblo japonés, muchos de los cuales no están al tanto de la situación en la ensenada, "Para mi, es una carta de amor. Les estoy dando la información que el gobierno no les dará".
Luego de la proyección del filme en los festivales de cine de Sídney, Melbourne y Brisbane, los concejales del Condado de Broome, en Australia Occidental, votaron de forma unánime en agosto de 2009 para suspender su hermandad con el puerto ballenero japonés del pueblo de Taiji, mientras estos continuaran su matanza de delfines. La decisión fue revisada y revertida en octubre de 2009.
La temporada de cacería de ballenas/delfines en Japón, comienza el 1 de septiembre de cada año. En 2009, la temporada inició el 9 de septiembre. Aunque los activistas tienden a creer que fue debido a la publicidad generada por el filme, se ha informado que el retraso fue debido al clima y al mar de leva. De acuerdo a los promotores de la campaña, de los 100 delfines capturados el primer día de la cacería, algunos fueron vendidos a museos marinos y los demás fueron liberados, mientras 50 ballenas piloto fueron sacrificadas y vendidas como carne ese mismo día. Mientras que los activistas sostienen que aparentemente The Cove está teniendo un impacto en la forma en que los pescadores japoneses normalmente conducen la cacería de delfines, el 23 de marzo de 2010 el gobierno japonés afirmó que "La cacería de delfines es parte de la pesca tradicional de este país y ha sido llevada legalmente".
La película fue proyectada inicialmente sólo en dos pequeños eventos de Japón: en el Foreign Correspondents Club en Tokio, en septiembre de 2009, y en el Festival Internacional de Cine de Tokio, en octubre de 2009, donde recibió reseñas mixtas. Un distribuidor cinematográfico japonés, Medallion Media/Unplugged, adquirió finalmente los derechos para proyectar el filme en Japón. La compañía espera llevar la película a los cines japoneses en junio de 2010. Medallion está preparando actualmente el documental para su presentación en Japón, tamizando (oscureciendo) los rostros de los residentes y pescadores de Taiji retratados en el filme. Protestantes nacionalistas han votado por bloquear el lanzamiento de la película en Japón y docenas, equipados con altavoces, se han manifestado a las puertas de las oficinas de la distribuidora en el centro de Tokio.
A partir de junio de 2010, la controversia acerca del filme y su tema ha recibido poca atención de los medios de habla japonesa. Boyd Harnell de Japan Times afirmó el 23 de mayo de 2010, que los editores japoneses le han dicho que el tema era "muy delicado" para cubrirlo.
Con el galardón del Oscar a la película, el Alcalde de Taiji y el director de la Unión Pesquera de Taiji dijeron que "La cacería se realiza legal y apropiadamente, con el permiso de la Prefectura de Wakayama (gobierno local)." Varios de los que aparecen en el filme, incluyendo al asambleísta de Taiji, Hisato Ryono, y a Tetsuya Endo, profesor asociado de la Universidad de Ciencias de la Salud de Hokkaido, dicen que los productores del documental les mintieron acerca de lo que contendría la cinta.
En abril de 2010, el Coronel Frank Eppich, comandante de la Base Aérea de Yokota de la Fuerza Aérea de los Estados Unidos, ubicada cerca de Tokio, prohibió las proyecciones del filme en el teatro de la base. Un portavoz del lugar dijo que The Cove fue prohibido porque utilizar un área de la base para mostrar el filme podría ser visto como un apoyo al mismo. El portavoz añadió: "Tenemos muchos problemas con Japón... y cualquier cosa hecha en una base americana sería visto como una aprobación del evento". En respuesta, Louie Psihoyos dijo que regalaría 100 copias en DVD del filme al personal de la Base de Yokota.
Debido a las protestas, ningún cine en Tokio está proyectando actualmente esta cinta. El 主権回復を目指す会 (Shuken Kaifuku wo mezasu kai - grupo para la restauración de la soberanía) está teniendo éxito en evitar que el filme sea mostrado en los cines. Una proyección pautada para el 26 de junio de 2010 en el Teatro N en Shibuya fue cancelada después de que el personal del cine fuera agredido por derechistas. Unplugged declaró que estaba en negociaciones con otros cines para mostrar la película. Otro cine en Tokio y uno en Osaka finalmente declinaron en proyectarlo. En respuesta, un grupo de 61 figuras mediáticas, incluyendo al periodista Akihiro Ōtani y al cineasta Yoichi Sai, lanzó un comunicado expresando preocupación por la amenaza a la libertad de expresión por la intimidación de grupos derechistas. El filme sí será presentado en varios cines de Japón el 26 de junio de 2010.
El 9 de junio de 2010, Tsukuru Publishing Co. patrocinó una proyección de la película y un panel de discusión en el teatro Nakano Zero en Nakano. Los panelistas incluían a cinco de los que firmaron en comunicado ya mencionado. Luego, el panelista Kunio Suzuki, exdirector de Issuikai, un grupo Uyoku dantai (derechista), condenó las amenazas contra los cines e instó a que el filme fuese mostrado. "No dejar que la gente vea la película es anti japonés", dijo Suzuki.
En respuesta a la cancelación de las proyecciones de la cinta en Japón, el sitio japonés de alojamiento de videos, Nico Nico Douga, mostró el filme gratis el 18 de junio de 2010. Esa misma semana, Ric O'Barry fue invitado a hablar en varias universidades de Japón acerca del filme. O'Barry afirmó que estaba planeando llevar varias estrellas de Hollywood a Taiji en septiembre de 2010, en un intento por detener la cacería de ese año.

## Preocupaciones por el mercurio
Desde el año 2000, investigadores japoneses como Tetsuya Endo, profesor de la Universidad de Ciencias de la Salud de Hokkaido, ha encontrado altas concentraciones de mercurio, que puede causar intoxicación, en la carne de ballenas y delfines vendida por todo Japón. En sus estudios, residentes de Taiji que comen carne de ballena/delfín tenían altos niveles de mercurio en su cabello. La carne de ballena contaminada con mercurio es comúnmente consumida en el pueblo y se ha descubierto que sus residentes tienen 10 veces más de mercurio en su cabello, comparado con los ciudadanos japoneses promedio. En junio de 2008, AERA, un semanario japonés, reportó que la carne de ballenas y delfines vendida en Taiji contenía un nivel de mercurio 160 veces más alto de lo normal y que el cabello de una muestra local de 8 hombres y mujeres tenía niveles de mercurio 40 veces más altos, basados en una investigación conducida por el Instituto Nacional para la Enfermedad de Minamata (NIMD). El NIMD, publicó en línea los datos completos de la investigación unos días después y la explicaba en detalle para evitar la mala interpretación de los resultados. Ha señalado que la cantidad de mercurio metilo, que causa daño neurológico, no era tan exageradamente alto y que el mercurio en el cabello mostraba una rápida disminución en las pruebas realizadas por otras instituciones pocos meses después en las mismas personas. NIMD luego se ofreció a ayudar a monitorizar la salud de los residentes de Taiji. The NIMD ha revisado a más de 1000 residentes de Taiji desde el año pasado y ninguna señal de la enfermedad de Minamata envenenamiento por mercurio ha sido reportada.
Dos concejales de Taiji, cuya entrevista publicada en Japan Times en 2007, aparecieron en The Cove para señalar el peligro de tener carne de delfín en el programa alimenticio escolar debido al riesgo de envenenamiento por mercurio, que es particularmente dañina para los niños y embarazadas. El programa en Taiji utiliza carne de ballena del ballenero de investigación del Atlántico, pero 150 kg de carne de delfín fueron donados por los pescadores locales y servidos en las escuelas en octubre de 2006. Finalmente, la carne de delfín no fue servida antes. Sin embargo, los concejales continúan apoyando la caza de delfines y uno de ellos dijo "es muy molesto ser usado en esa película con intenciones de detener la cacería", y agrega "Pienso que fuimos abusados"
En 2010, muestras de cabello de 1137 residentes de Taiji fueron sometidas a pruebas de mercurio por el Instituto Nacional para la Enfermedad de Minimata. La cantidad promedio de mercurio metilo encontrada en las muestras era de 11,0 partes por millón en los hombres y 6,63 ppm en las mujeres, comparado con el promedio de 2,47 ppm en los hombres y 1,64 ppm en las mujeres, en pruebas realizadas en otras 14 locaciones de Japón. Ciento ochenta y dos residentes de Taiji que mostraron niveles de mercurio extremadamente altos, luego se sometieron a exámenes médicos para revisar síntomas del envenenamiento por mercurio. Sin embargo, ninguno de los residentes de Taiji mostraba alguno de los síntomas tradicionales del envenenamiento por mercurio, según el Instituto. Empero, el Instituto Nacional de Población e Investigación de la Seguridad Social de Japón reporta que la tasa de mortalidad en Taiji y la vecina Koazagawa, donde la carne de delfín también se consume, es 50% más alta que el promedio para poblados de similar tamaño en Japón.

## Logros notables
The Cove ha disfrutado del éxito en todo el mundo, ganando premios de todo tipo, llevándose más de 25 respetables galardones cinematográficos. Algunos premios notables incluyen "Mejor Documental" de los Premios de Medios Ambientales, Tres Cinema Eye Honors por "Logro Destacado", el “Premio Tomate Dorado” del sitio web de críticas rottentomatoes.com, y el Premio de la Academia al Mejor Documental, en la 82.ª ceremonia.

## Premios y nominaciones
The Cove ha sido nominada o ha recibido numerosos premios, incluyendo los siguientes:
- 82.os Premios de la Academia (2010) - Mejor Documental (ganadora)[7]
- 62.os Premios del Sindicato de Guionistas (2009) - Mejor Guion para Documental (20 de febrero de 2010)
- Premios del Sindicato de Directores (2009) - Logro Destacado de Dirección en un Documental, Sindicato de Directores (31 de enero de 2010)[56]
- Junta Nacional de Reseñas - Mejor Documental, (3 de diciembre de 2009)[57]
- 15.º Premios de la Crítica BFCA (2009) - Mejor Documental, Premios de la Crítica en Los Ángeles (15 de enero de 2010)[58]
- Asociación de Críticos de Cine de Los Ángeles - Mejor Documental[59]
- Premios de la Asociación de Críticos de Cine de Toronto (2009) - Premio Allan King al Documental (16 de diciembre de 2009)[60]
- Premios de la Asociación de Críticos de Cine de Toronto (2009) - Mejor Documental (16 de diciembre de 2009)[60]
- Festival de Cine de Newport (2009) - Premio de la Audiencia al Mejor Documental[61]
- Críticos de Cine en línea de Nueva York (NYFCO) - Mejor Documental (13 de diciembre de 2009)[62]
- Festival de Documentales de Sheffield (2009) - El Premio Verde Sheffield (8 de noviembre de 2009)[63]

Recorriendo festivales de cine y eventos sociales en todo el país, The Cove también ha recibido gestos como mejor documental de parte de muchas organizaciones de críticos, incluyendo la Sociedad de Críticos de Cine de Boston, la Sociedad de Críticos de Cine de San Diego, la Asociación de Críticos de Cine de Dallas/Ft. Worth, la Asociación de Críticos de Cine de Utah, la Asociación de Críticos de Cine de Florida, la Asociación de Críticos de Cine de Houston, y la Sociedad de Críticos de Cine de Denver. Mientras el filme recibía más y más reconocimiento, la Sociedad de Preservación de los Océanos tradujo su sitio web a varios idiomas para captar el interés en todo el mundo.

### Controversia en los82.osPremios de la Academia
Hubo algo de controversia cuando The Cove ganó el Premio de la Academia 2010 al Mejor Documental. Las cámaras de ABC abruptamente enfocaron hacia la audiencia cuando el exentrenador de delfines y activista Ric O'Barry levantó un cartel que decía "Text DOLPHIN to 44144 (Envíe el texto 'Delfín' al 44144)" y no lo quitaron por varios segundos. TV Guide etiquetó el momento como el "Corte más rápido", y el crítico de cine Sean Means lo escribió, demostrando que la ceremonia del Oscar estuvo "meticulosamente desprovista de verdadera emoción".